# Флаг муниципального округа Свиблово
Флаг муниципального округа Сви́блово в Северо-Восточном административном округе города Москвы Российской Федерации — опознавательно-правовой знак, служащий официальным символом муниципального образования.
Первоначально данный флаг был утверждён 11 марта 2004 года как флаг муниципального образования Свиблово.
Законом города Москвы от 11 апреля 2012 года № 11, муниципальное образование Свиблово было преобразовано в муниципальный округ Свиблово.
Решением Совета депутатов муниципального округа Свиблово от 27 ноября 2018 года № 12/7 флаг муниципального образования Свиблово был утверждён флагом муниципального округа Свиблово.
Флаг внесён в Государственный геральдический регистр Российской Федерации с присвоением регистрационного номера 12133.

## Описание
Описание флага, утверждённое 11 марта 2004 года, гласило:
«Флаг муниципального образования Свиблово представляет собой двустороннее, прямоугольное полотнище с соотношением сторон 2:3.
Полотнище флага состоит из трёх горизонтальных полос: зелёной, белой и голубой. Ширина верхней, зелёной полосы составляет 3/5 ширины полотнища, ширина средней, белой полосы составляет 1/20 ширины полотнища, ширина нижней, голубой полосы составляет 7/20 ширины полотнища.
В центре зелёной полосы помещено изображение белого голубя с белым православным крестом в клюве. Габаритные размеры изображения голубя составляют 1/3 длины и 7/20 ширины полотнища.
В центре голубой полосы помещено изображение жёлтого пастушеского рожка. Габаритные размеры изображения составляют 1/2 длины и 1/5 ширины полотнища».
Описание флага, утверждённое 27 ноября 2018 года, гласит:
«Прямоугольное двухстороннее полотнище с отношением ширины к длине 2:3, воспроизводящее фигуры из герба муниципального округа Свиблово, выполненные зелёным, голубым, белым и жёлтым цветом».
Геральдическое описание герба муниципального округа Свиблово гласит:
«В зелёном поле над лазоревой оконечностью, окаймлённой серебром и обременённой обращённым влево золотым пастушеским рожком, — серебряный, летящий вправо с воздетыми крыльями, голубь с серебряным же шестиконечным крестом в клюве».

## Обоснование символики
Белый голубь символизирует историю муниципального округа Свиблово. С начала XIX века москвичи среднего достатка снимали в Свиблово крестьянские избы под дачи и охотно занимались разведением голубей. Это было одно из наиболее распространённых занятий местных жителей. Голубь с крестом как символ Святого Духа аллегорически указывает также на наличие на территории муниципального округа храма Троицы, памятника архитектуры начала XIX века.
Пастушеский рожок, русский народный духовой инструмент, символизирует многолюдные празднества, фейерверки и особенно роговую музыку, которой славилась усадьба Свиблово (старое название местности) в начале XIX века.
Синяя полоса с белой каймой символизирует протекающую на территории муниципального округа Свиблово реку Яузу.
Примененные во флаге цвета символизируют:
зелёный цвет — символ жизни, молодости, природы, роста, здоровья;
голубой цвет (лазурь) — символ чести, красоты, благородства, духовности и чистого неба;
белый цвет (серебро) — символ чистоты, невинности, верности, надежности и доброты;
жёлтый цвет (золото) — символ высшей ценности, солнечной энергии, богатства, силы, устойчивости и процветания.